# Francisco Beltrán Otero
Francisco Beltrán Otero (Ciudad de México, Distrito Federal; 2 de abril de 1862-Monterrey, Nuevo León; 8 de enero de 1934) fue un ingeniero militar mexicano. A él se le debe la creación de la Facultad de Ingeniería Civil de la UANL y de la construcción del Palacio de Gobierno de Nuevo León.

## Biografía
Nació en la Ciudad de México, el 2 de abril de 1862, siendo hijo de Adolfo Beltrán y de Josefa Otero. Estudió en el Colegio Militar, del cual fue catedrático y obtuvo el título de ingeniero. En 1884 levantó la carta geográfica de Tamaulipas y el plano de Matamoros. Dos años después quedó comisionado en la 3a. Zona Militar, con sede en Monterrey.
Colaboró con el ingeniero Mayora en el proyecto y construcción de la Penitenciaría del Estado, durante la gestión gubernamental del general Bernardo Reyes. Los proyectos originales para la edificación del Palacio de Gobierno fueron también obra suya en su casi totalidad, y del Casino Monterrey. Formó parte de la comisión de límites entre Tamaulipas, Coahuila, Nuevo León y los Estados Unidos en 1892.
En 1894 se incorporó como maestro en el Colegio Civil, institución de la que fue catedrático hasta el final de su vida y director de la misma de 1905 a 1906, de 1914 a 1915 como director interino, y de 1916 a 1917. Al ingresar como maestro por primera vez, tuvo a su cargo las materias de Geografía y Estadística y en 1904 impartió los cursos I y II de Francés.
En 1918, aparte de continuar con los cursos de Francés, impartió también las materias de Lógica, Psicología y Moral. Mostrando su congruencia con la lengua francesa, en 1920 el ingeniero Beltrán propuso y se aprobó en la Junta Directiva del Colegio Civil que el texto de la materia de Física, fuera en francés, para que así sus estudiantes tuvieran la oportunidad de practicar ese idioma. Con su visión de maestro, en 1927 hizo la propuesta de que la calificación aprobatoria fuera de 70 sobre 100.
Ya en las postrimerías de su vida, formó parte de la comisión organizadora de la Universidad de Nuevo León. A él se debe la creación de la Facultad de Ingeniería Civil. 
El ingeniero Francisco Beltrán murió el 8 de enero de 1934, en la ciudad de Monterrey.

## Homenajes
En 1940, a iniciativa del Lic. Rafael Castellanos, regente del Departamento Central del Distrito Federal, su discípulo, fue erigido un busto en la plaza del Colegio Civil.
El 29 de octubre de 1940 la LXVIII Legislatura del Congreso del Estado de Nuevo León nombró post mortem a don Francisco Beltrán Benemérito de la Educación.